# Оскар Аріас
Оскар Рафаель де Хесус Аріас Санчес (ісп. Óscar Rafael de Jesús Arias Sánchez; нар. 13 вересня 1940) — костариканський політик, двічі обіймав посаду президента Коста-Рики у 1986—1990 та 2006—2010 роках. Генеральний секретар лівої Партії національної волі з 1979. Провадив нейтральну політику та був ідеологом мирного врегулювання в Центральній Америці.
Він був нагороджений Нобелівською премією миру 1987 року як «ініціатор мирних перемовин у Центральній Америці».